# Iwan Semjonowitsch Kachanow II.
Iwan Semjonowitsch Kachanow II. (russisch Ива́н Семёнович Каха́нов 2-й; * 12. Julijul. / 24. Juli 1825greg. in Kaluga; † 25. Februarjul. / 10. März 1909greg. in Sankt Petersburg) war ein russischer Politiker und General der russischen Armee.
Kachanow entstammte einer Adelsfamilie aus dem mittelrussischen Gouvernement Tambow. Er wurde als drittes Kind des Oberquartiermeisters und späteren Zivilgouverneurs von Georgien, Semjon Wassiljewitsch Kachanow (1787–1854) und dessen zweiter Ehefrau Jelisaweta (geb. von Karsten) geboren.
Nach seiner militärischen Ausbildung an der Michael-Artillerie-Akademie in Sankt Petersburg diente er zunächst in der 1. Garde-Artilleriebrigade, wurde 1858 zum Batteriechef befördert und arbeitete gleichzeitig an der Akademie als Ausbilder. Nachdem er 1864 zunächst als Kommandeur der 3. Garde-Artilleriebrigade nach Warschau versetzt worden war, sorgte der Statthalter in Polen Friedrich Wilhelm Rembert von Berg 1867 für seine Ernennung zum Gouverneur des neu gegründeten Gouvernements Petrokow, das im selben Jahr aus Teilen der Gouvernements Kalisch, Kelzy und Warschau gebildet worden war. Mit Wirkung vom 6. September 1884 rückte Kachanow zum Generalgouverneur von Wilna auf und betrieb in dieser Funktion eine äußerst konservative Russifizierungspolitik. Insbesondere bemühte er sich darum, polnischen Bürgern und Ausländern den Landerwerb in seinem Verantwortungsbereich zu erschweren oder völlig zu verbieten. Nach seiner Abberufung vom Posten des Generalgouverneurs war Kachanow von 1. Januar 1893 bis zu seinem Tode Mitglied des Staatsrats des Russischen Reichs. Seine letzte Ruhestätte fand er auf dem Nowodewitschi-Friedhof in Sankt Petersburg.
Kachanow war Träger verschiedener Orden und Auszeichnungen, unter anderem Orden des Alexander Newski, Orden des Weißen Adlers und Ordens des Heiligen Wladimir 1. Klasse.